# ガブリエル・アタル
ガブリエル・ニッスィム・アタル（フランス語: Gabriel Nissim Attal、1989年3月16日 - ）は、フランスの政治家。2024年1月から9月まで同国首相を務めた。同国史上最年少の首相である。同性愛者である事を公表している。国民教育大臣、行動・公会計大臣、政府報道官を歴任。2021年から再生党の指導部に選出されている。

## 来歴

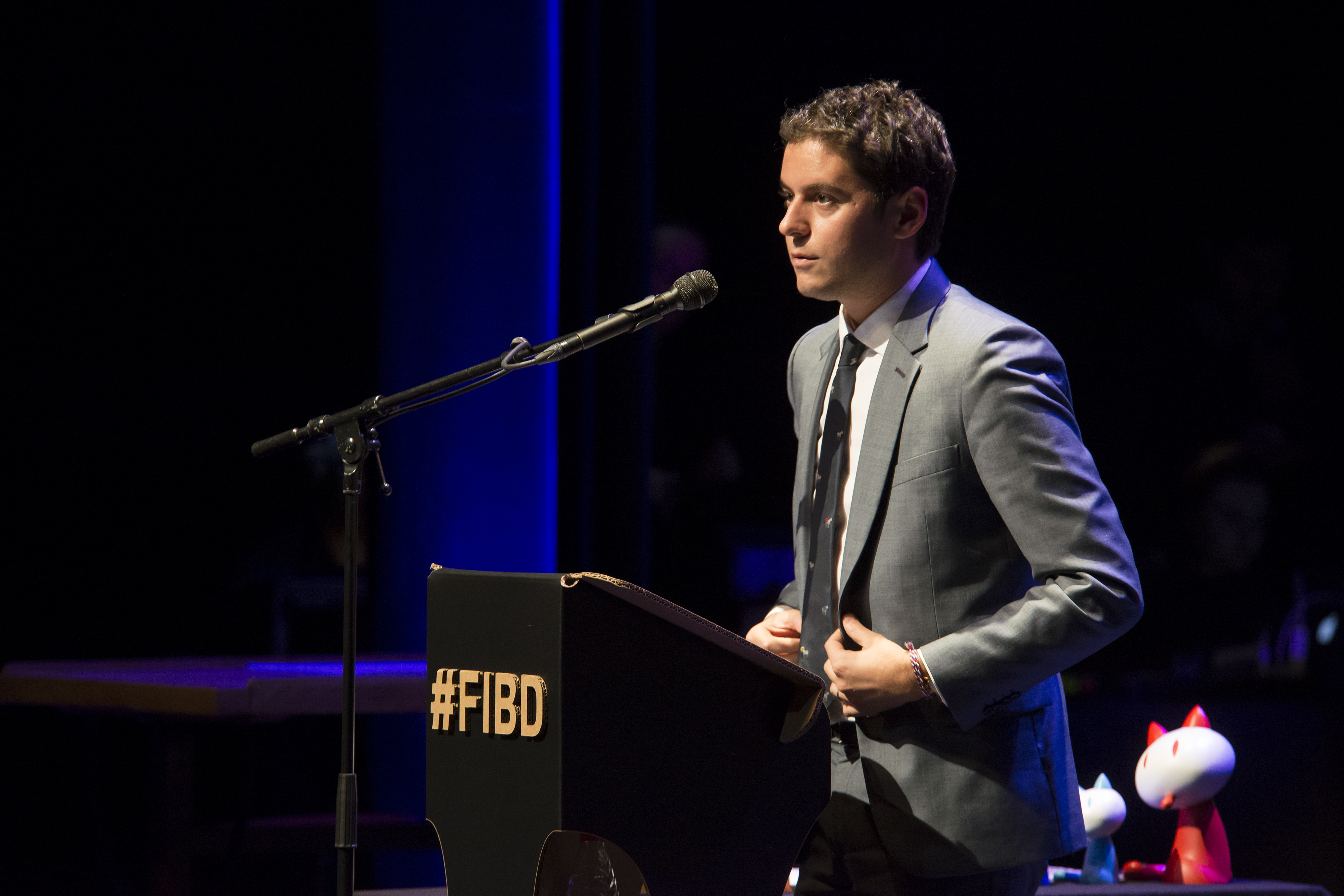
2019年

クラマール出身。パリ13区で幼少期を過ごした。ユダヤ人である父のイヴ・アタルは弁護士と映画プロデューサー、白系ロシア人とフランス旧貴族の出自をもつ母親のマリー・ド・クーリスは映画製作会社の社員であった。幼い頃から、母系の縁戚が信仰していた正教会の教えを受けた。
少年期はフランス有数の名門校であるエコール・アルザシエンヌに通った。政治活動を始めるきっかけは2006年のフランスの若者抗議活動からである。パリ政治学院在学中の2007年には、FARCに監禁されたイングリッド・ベタンクールを支援する委員会を設立。2008年から2011年までパリ第2大学で法学を学び、2012年にパリ政治学院を卒業。卒業後は在ローマ・フランス・アカデミーにいたエリック・デ・チャセイのアシスタントとして1年間勤務。
在学中の2008年には、父がプロデューサーとして制作に加わった映画『美しいひと』で、高校生役としてカメオ出演している。

### 政界進出
2012年フランス大統領選挙中は国会でマリソル・トゥレーヌ保健大臣（当時）専属のスピーチライターとして活躍。
2014年の地方選挙では、アタルは社会党所属議員として5位にランクインした。
2017年にはオー＝ド＝セーヌ第10区国民議会議員だったアンドレ・サンティーニの退任に伴い、国民議会議員に選出された。アメリー・ド・モンシャランと共に党内での影響力を拡大していった。2018年に教育副大臣に就任したのを皮切りに、政府の役職を歴任していく。2020年から2022年までジャン・カステックス首相の下で政府報道官を務め、2022年5月にエリザベット・ボルヌ首相の下で行動・公会計大臣に就任した。2023年7月に国民教育大臣に就任すると、中学生時代にいじめを受けていたことを明かし、政府のいじめ対策策定を率いるなど、いじめ問題の啓発に取り組んだ。在任中のいじめ問題の取り組みは若者を中心に支持された一方で、8月にフランスの公立学校でのアバーヤの着用禁止を発表したときには物議を醸した。
2024年1月9日にマクロン大統領によって、ボルヌ首相の退任に伴い、アタルが首相に就任することが発表された。フランスのメディアでは、アタルが2027年の大統領選挙の候補者になる可能性があるとの憶測が流れている。
2024年6月から7月にかけて執行された議会総選挙にてマクロン与党は議会内勢力第2位に後退し、第2回投票翌日の7月8日にアタルは首相を辞任する意向をマクロン大統領に伝えたが、過半数を獲得した勢力がなく次期政権の展望が見えない中でマクロンは辞任を認めず、当面の続投を要請した。同月16日にアタル内閣が総辞職した。次期首相が任命されるまで暫定的に職務を継続。9月5日、後継首相にミシェル・バルニエが任命された。

## 私生活
過去にインタビューで信仰はロシア正教会と述べた。
2017年にはエマニュエル・マクロンに近い政治家で、後に欧州議会議員と再生の党首となったステファーヌ・セジュルネと民事連帯契約を結んだが、2024年より前に解消したと見られる。セジュルネはアタル内閣で欧州・外務相に任命された。また、歌手のジョイス・ジョナサンとは学生時代からの友人である。
2018年12月にL'Obsでカミングアウトしたが、その以前に元同級生で弁護士のフアン・ブランコによりTwitterでアウティングされた。